# Quick Charge
Quick Charge je proprietární technologie v SoC čipech firmy Qualcomm od roku 2013, která slouží rychlému nabíjení akumulátorů v mobilních zařízeních (smartphone, tablet) přes konektor USB. Kvůli snížení elektrického proudu tekoucího vodičem používá pro nabíjení vyšší elektrické napětí než je u USB standardních 5 V. Rychlé nabíjení musí z výroby podporovat jak mobilní zařízení, tak použitá nabíječka i akumulátor (lidově baterie). Verze Quick Charge 4 z roku 2016 je kompatibilní se standardem USB Power Delivery, dalšími alternativami jsou VOOC od firmy Oppo a Pump Express od firmy MediaTek.

## Charakteristika
Klasický standard USB definuje napětí 5 V a maximální odběr proudu podle typu a situace od 500 mA do 2 A. Jak se zvyšuje výkon mobilních zařízení, zvyšuje se i spotřeba elektrické energie, což vede k potřebě používat akumulátory (lidově baterie) o vyšší kapacitě. V roce 2022 jsou v běžných mobilních zařízeních používány akumulátory o kapacitě od 2000 do 7000 mAh (miliampérhodin). Zvýšíme-li kapacitu akumulátoru, bude nabíjení stejnou nabíječkou trvat adekvátně déle. Nabíjení lze zrychlit snížením vnitřního odporu akumulátoru, avšak ten je dán použitou technologií akumulátoru (NiCd, NiMH, Li-Ion, Li-Po).
Pro dosažení většího toku energie do akumulátoru je možné použít vyšší nabíjecí napětí, což však znamená přizpůsobit mobilní zařízení, napájecí zdroj (nabíječku) i dobíjecí baterii (akumulátor). Mobilní zařízení musí obsahovat upravené obvody pro řízení nabíjení. Nabíječka musí podporovat změnu dodávaného napětí až po dohodě s nabíjeným zařízením, aby mohla být bez problému používána i u zařízení bez podpory rychlého nabíjení. Akumulátor může být při výrobě upraven, aby vyšší nabíjecí napětí nezkracovalo jeho životnost, takže standardní nabíjecí napětí může způsobit pomalejší nabíjení než akumulátor bez podpory rychlého nabíjení. Na trhu je k dispozici několik rychlých metod nabíjení, které nemusejí být navzájem kompatibilní (nelze zaměnit nabíječku).
Quick Charge je proprietárním standardem (tj. standardem od firmy Qualcomm), který dovoluje na konektoru USB po dohodě zdroje a spotřebiče přepnout ze standardních 5 V na jiné napětí (3 až 20 V).

### Quick Charge for Wireless Power
Quick Charge for Wireless Power byl oznámen 25. února 2019. Pokud není nabíječka nebo nabíjené zařízení kompatibilní, přepnou se do nabíjení pomocí Qi standardu.

## Alternativy
Quick Charge není jediným standardem. Další podobné standardy mají například firmy Samsung (Adaptive Fast Charging), MediaTek (Pump Express), OnePlus (Dash Charge) Motorola (TurboPower), Huawei (SuperCharge).

### USB Power Delivery
V roce 2012 USB Implementers Forum zveřejnilo standard  USB Power Delivery s možností přenést k zařízení až 100 W elektrického výkonu přes vyhovující USB port. V květnu 2021 ve specifikaci verze 3.1 až 240 W (48 V při 5 A). Nabíječka nebo počítač s USB-PD porty je schopen nabíjet zařízení standardu Quick Charge 4 a novějším.

## Historie
Quick Charge 2.0 podporují telefony Samsung Galaxy Note 4 (rok 2014, procesory Qualcomm Snapdragon 805 a Samsung Exynos 5433), Samsung Galaxy S7 (rok 2016, procesor Samsung Exynos 8890).
Od verze Quick Charge v3.0 je řídící technologie pojmenována INOV (anglicky Intelligent Negotiation for Optimal Voltage, tj. inteligentní vyjednávání pro optimální napětí) s nezávislými čísly verzí, která vylepšuje úrovně dovolených nabíjecích napětí.
Quick Charge 4 byl oznámen v prosinci 2017 společně s čipem Snapdragon 835. Implementuje dodatečné bezpečnostní opatření pro ochranu před přebitím nebo přehřátím akumulátoru a je kompatibilní se standardem USB-C a USB Power Delivery (USB-PD).

### Verze
| Technologie      | Napětí | Max proud                                | Max příkon       | Datum vydání | Poznámky                                                                                       |
| ---------------- | --- | ---------------------------------------- | ---------------- | ------------ | ---------------------------------------------------------------------------------------------- |
| Quick Charge 1.0 | 5 V | 2 A                                      | 10 W             | 2013         | Snapdragon 600                                                                                 |
| Quick Charge 2.0 | 5 V, 9 V, 12 V | 3 A, 2 A, nebo 1.67 A                    | 18 W             | 2015         | Snapdragon 200, 208, 210, 212, 400, 410, 412, 415, 425, 610, 615, 616, 800, 801, 805, 808, 810 |
| Quick Charge 3.0 | 3.6 V až 20 V, dynamicky s krokem 200 mV | 2.6 A nebo 4.6 A                         | 18 W             | 2016         | Snapdragon 427, 430, 435, 617, 620, 625, 626, 650, 652, 653, 820, 821                          |
| Quick Charge 4   | | ?                                        | 18 W nebo 28 W ? | 2017         | Snapdragon 630,636,660, 835,845                                                                |
| Quick Charge 4+  | 5 V, 9 V přes USB-PD 3 V až 5.9 V nebo 3 V až 11 V, 20mV krokování přes USB-PD 3.0 PPS (Programmable Power Supply) 3.6 V až 20 V, 200 mV krok přes nabíječku QC | 3 A přes USB-PD 2.5 A nebo 4.6 A přes QC | 27 W přes USB-PD | 2017         | Snapdragon 845, 855                                                                            |
| Quick Charge 5   | ? | ?                                        | přes 100 W       | 2020         | Snapdragon 888, 888+, 8 Gen 1, 8+ Gen 1                                                        |